# Acanthascus australis
Acanthascus australis är en svampdjursart som beskrevs av Topsent 1901. Acanthascus australis ingår i släktet Acanthascus och familjen Rossellidae. Inga underarter finns listade i Catalogue of Life.